# Francis Bates Pond

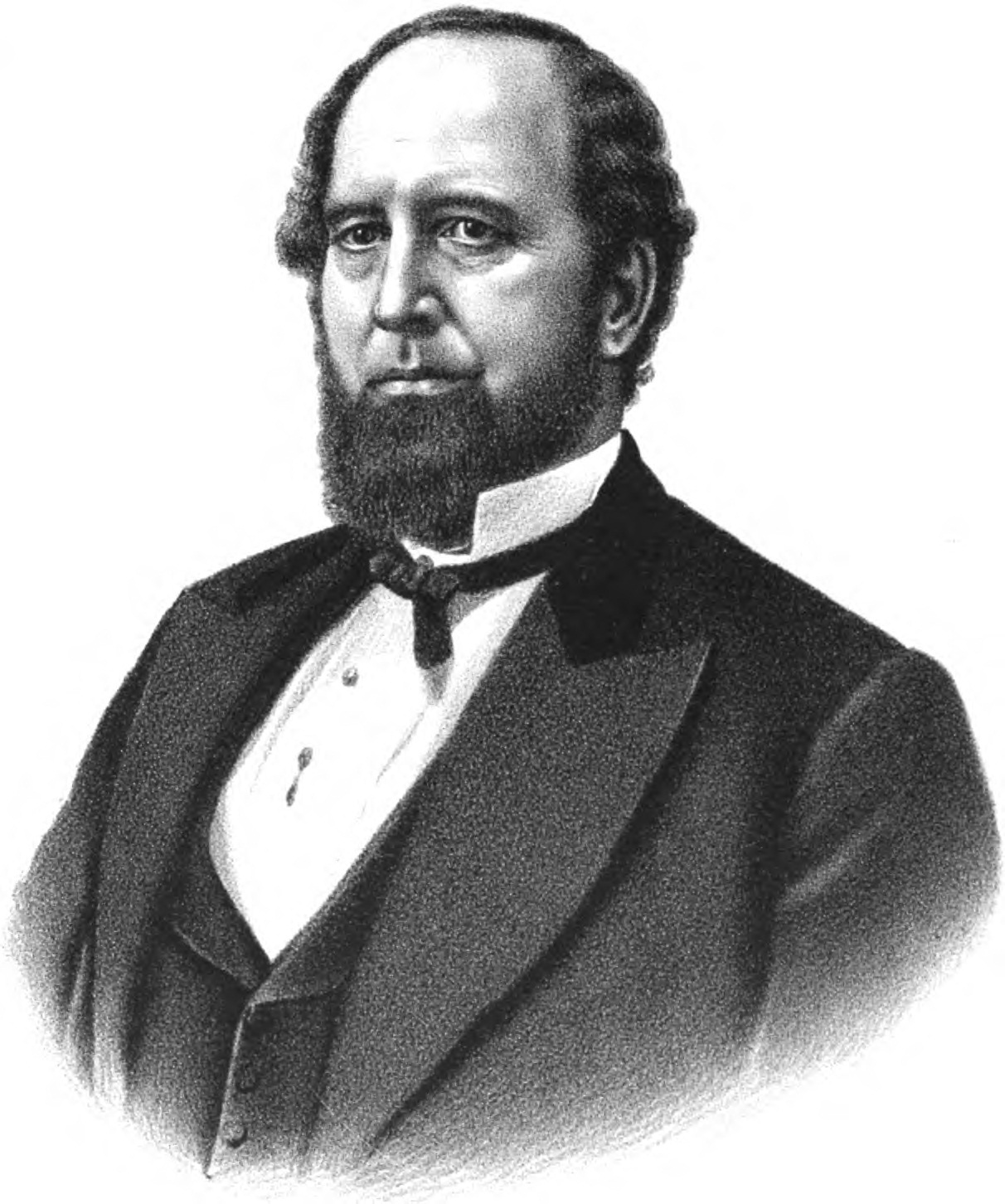
Francis Bates Pond

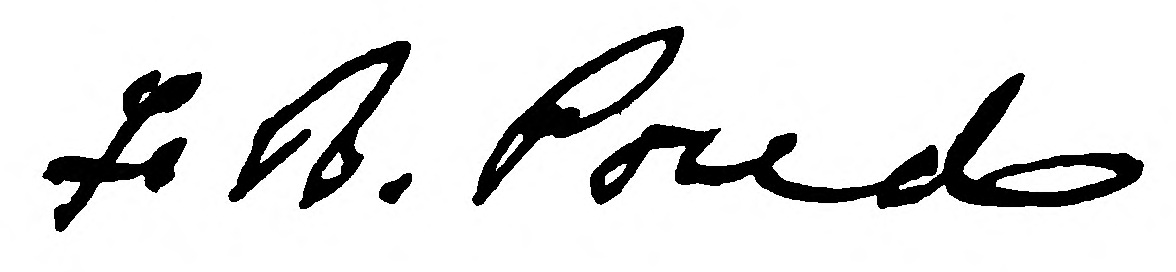
Unterschrift von Francis Bates Pond

Francis Bates Pond (* 9. August 1825 in Ellisburg, New York; † 2. November 1883 in Malta, Ohio) war ein US-amerikanischer Jurist, Offizier und Politiker der Republikanischen Partei. Er war von 1870 bis 1874 Attorney General von Ohio.

## Werdegang
Francis Bates Pond begann 1841 das Oberlin College zu besuchen, wo er 1846 seinen Abschluss machte. Seine Studienzeit war von der Wirtschaftskrise von 1837 überschattet und die Folgejahre vom Mexikanisch-Amerikanischen Krieg. Er verbrachte die nächsten drei Jahre in Kent (Ohio), davon ein Jahr als Lehrer und zwei Jahre als Buchhalter bei Charles und Marvin Kent. 1850 zog er nach Harmar (Ohio), wo er Altphilologie an der Harmar Academy unterrichtete. Pond begann 1849 Jura in Cleveland zu studieren und setzte sein Studium 1850 in Marietta fort. Seine Zulassung als Anwalt erhielt er 1852 in Malta und wurde drei Jahre später zum Staatsanwalt (Prosecuting Attorney) im Morgan County (Ohio) gewählt. Während des Bürgerkrieges diente er als Colonel im 62. Infanterieregiment von Ohio. In der Folgezeit nahm er im August 1864 an der Schlacht am Deep River teil, wo er verwundet wurde und seine Sehkraft auf dem linken Auge verlor. Im November 1864 verließ er die Armee.
1867 wurde er für das Morgan County in das Repräsentantenhaus von Ohio gewählt. Er wurde 1869 zum Attorney General von Ohio gewählt und 1871 wiedergewählt. Bei seiner ersten Wahl besiegte er den Demokraten John M. Connell mit 235.285 zu 227.903 Stimmen und bei seiner zweiten Wahl den Demokraten Edward S. Wallace mit 237.718 zu 218.077 Stimmen. 1879 wurde er für den 14. Bezirk, welcher das Washington County, das Morgan County und einen Teil vom Noble County umfasste, in den Senat von Ohio gewählt und 1881 wiedergewählt. Pond starb am 2. November 1883 in seinem Haus in Malta als Folge seiner Verwundung aus dem Bürgerkrieg, welche er in der Nähe seines Auges erhielt.

## Familie
Er war dreimal verheiratet. 1854 heiratete er Eliza A. Corner aus Malta. Sie verstarb am 13. Januar 1866. Das Paar hatte zwei Kinder namens Mary Blanche und George Charles. Nach dem Tod seiner ersten Ehefrau heiratete er am 21. Mai 1867 ihre Schwester Emma. Sie starb am 18. März 1870. Mit seiner zweiten Ehefrau hatte er einen Sohn namens Francis Newell, welcher in der Kindheit starb. Danach heiratete er 1876 Janet Alexander aus Washington County (Pennsylvania).